# Apterophora borgmeieri
Apterophora borgmeieri är en tvåvingeart som beskrevs av Prado 1976. Apterophora borgmeieri ingår i släktet Apterophora och familjen puckelflugor. Inga underarter finns listade i Catalogue of Life.